# Аугуст Хирш
Аугуст Хирш (Данцинг, 4. октобар 1817 — Берлин, 28. јануар 1894) је био немачки лекар и историчар медицине.

## Живот и дело
Аугуст Хирш је био син трговца, који је са 15 година почео да се бави бизнисом у Берлину. Пошто је показао склоност за школовањем, Аугуст је похађао гимназију у Елбингену у којој је дипломирао 1830. Потом је студирао медицину на Универзитету у Лајпцигу и Берлину и 1843. докторирао. Аугуст је једно време радио као лекар у Елбингу, а затим у Гдањску. Након што су његови планови да ради као лекар у Индонезији пропали, он се окренуо научном раду који је резултиртао објављивањем 1859. његовог свеобухватног приручника историјске и географске патологије.
Током 1863. Аугуст Хирш је постао професор патологије и историје медицине у Берлину. У 1864. је именован за професора анатомије у Хипократовој школи.
На захтев пруске владе Хирш је 1865. обишао и детаљно сагледaо стање у провинцијама Западне Прусије, у којим је избила епидемија менингитиса, и тим поводом написао монографију.
Са Макс фон Петенкофером, Аугуст Хирш је 1873. основао Немачку комисију за колеру и био Немачки представник на међународној конференцији о колери одржаној 1874. Да би наставио истраживање колере, Аугуст је обилазио западну Прусију и Посен.
Године 1879. путовао је у име немачке владе у Астрахан, након избијања куге, како би обавио истраживање епидемије, након којих је објавио монографију 1880. Године 1872. Аугуст Хирш је основао у Берлину Немачко друштво за јавно здравље и био његов председник до 1885, а затим и почасни члан.
Хирш је био ожењен Паулином Фриедландер († 1863). Математичар Курт Хирш је био његов унук.